# Dariusz Szlachetko
Dariusz Lucjan Szlachetko ( 1961 ) es un botánico polaco; del Departamento de Taxonomía y Conservación de la Naturaleza, de la Universidad de Gdańsk.
Solo, o en conjunto con Hanna B. Margońska, o Agnieszka Romowicz, tienen a marzo de 2015, registros de identificaciones y nombramientos de 3.609 nuevas especies de la familia de las Orchidaceae.